# Жорже Рібейру
Жорже Рібейру (порт. Jorge Ribeiro, нар. 9 листопада 1981, Лісабон) — португальський футболіст, що грав на позиції захисника.
Виступав, зокрема, за клуб «Бенфіка», а також національну збірну Португалії.
Чемпіон Португалії.

## Клубна кар'єра
У дорослому футболі дебютував 1999 року виступами за команду «Бенфіка», в якій провів п'ять сезонів, взявши участь у 5 матчах чемпіонату. 
Згодом з 2000 по 2019 рік грав у складі команд «Санта-Клара», «Варзім», «Жіл Вісенте», «Динамо» (Москва), «Малага», «Авеш», «Боавішта», «Бенфіка», «Віторія» (Гімарайнш), «Гранада», «Авеш», «Атлетіку» (Лісабон) та «Фаренсе». Протягом цих років виборов титул чемпіона Португалії.
Завершив ігрову кар'єру у команді «Каза Піа», за яку виступав протягом 2019—2020 років.

## Виступи за збірні
Протягом 2002–2004 років залучався до складу молодіжної збірної Португалії. На молодіжному рівні зіграв у 24 офіційних матчах, забив 3 голи.
У 2002 році дебютував в офіційних матчах у складі національної збірної Португалії.
У складі збірної був учасником чемпіонату Європи 2008 року в Австрії та Швейцарії.
Загалом протягом кар'єри в національній команді, яка тривала 7 років, провів у її формі 9 матчів.
| Дата       | Місто              | Господарі         | Результат | Гості      | Турнір             | Голи | Примітки  |
| ---------- | ------------------ | ----------------- | --------- | ---------- | ------------------ | ---- | --------- |
| 20-11-2002 | Брага (Португалія) | Португалія        | 2 – 0     | Шотландія  | товариський матч   | -    | 58'       |
| 9-10-2004  | Вадуц              | Ліхтенштейн       | 2 – 2     | Португалія | Відбір до ЧС 2006  | -    |           |
| 17-11-2004 | Люксембург         | Люксембург        | 0 – 5     | Португалія | Відбір до ЧС 2006  | -    |           |
| 12-11-2005 | Коїмбра            | Португалія        | 2 – 0     | Хорватія   | товариський матч   | -    | 80'       |
| 15-11-2005 | Белфаст            | Північна Ірландія | 1 – 1     | Португалія | товариський матч   | -    |           |
| 13-10-2007 | Баку               | Азербайджан       | 0 – 2     | Португалія | Відбір до ЧЄ 2008  | -    | 74' 90+3' |
| 6-2-2008   | Цюрих              | Італія            | 3 – 1     | Португалія | товариський матч   | -    | 69'       |
| 26-3-2008  | Дюссельдорф        | Греція            | 2 – 1     | Португалія | товариський матч   | -    | 67'       |
| 15-6-2008  | Базель             | Швейцарія         | 2 – 0     | Португалія | ЧЄ 2008 - 1-й етап | -    | 41' 64'   |
| Усього     |                    | Матчів            | 9         |            | Голів              | 0    |           |

## Титули і досягнення
- Чемпіон Португалії (1):

«Бенфіка»: 2009-2010